# Децим Юній Брут Сцева (консул 292 року до н. е.)
Децим Юній Брут Сцева (лат. Decimus Junius Brutus Scaeva; ? — близько 264 до н. е.) — політичний, державний та військовий діяч Римської республіки, консул 292 року до н. е.

## Життєпис
Походив з патриціанського роду Юніїв. Син Децима Юнія Брута Сцеви. Про життя відомо замало. 
У 293 році до н. е. служив легатом при консулі Спурії Карвілії Максимі під час придушенні повстання фалісків та етрусків. Звитяжив при захоплені міста Коміній, затримавши надходження ворожого підкріплення.
У 292 році до н. е. його обрано консулом разом з Квінтом Фабієм Максимом Гургом. Воював проти самнітів. Про подальше життя мало відомостей. Помер близько 264 року до н. е.